# Urbany (Huta)
Urbany – przysiółek wsi Huta w Polsce, położony w województwie mazowieckim, w powiecie lipskim, w gminie Lipsko.
W latach 1975–1998 przysiółek należał administracyjnie do województwa radomskiego.
Wierni Kościoła rzymskokatolickiego należą do parafii Świętych Apostołów Piotra i Pawła w Krępie Kościelnej.